# Chris Murray
Chris Murray (né le 25 octobre 1974 à Port Hardy dans la province de Colombie-Britannique au Canada) est un joueur professionnel canadien de hockey sur glace devenu entraîneur. Il évoluait au poste d'ailier droit.

## Biographie
Ayant joué au niveau junior pour les Blazers de Kamloops, il est repêché au troisième tour, 54e rang au total, par les Canadiens de Montréal lors du repêchage d'entrée dans la LNH 1994. En 257 parties dans la LNH, il a joué pour 6 équipes différentes, soit les Canadiens, les Whalers de Hartford, les Hurricanes de la Caroline, les Sénateurs d'Ottawa, les Blackhawks de Chicago et les Stars de Dallas. Il annonce sa retraite en 2001 à cause des blessures.
En 2014, il devient entraîneur adjoint pour son ancienne équipe junior, les Blazers de Kamloops.

## Statistiques
| Saison     | Équipe                    | Ligue      |     | Saison régulière | Saison régulière | Saison régulière | Saison régulière | Saison régulière |   | Séries éliminatoires | Séries éliminatoires | Séries éliminatoires | Séries éliminatoires | Séries éliminatoires |
| Saison     | Équipe                    | Ligue      | PJ  | B                | A                | Pts              | Pun              | PJ               | B | A                    | Pts                  | Pun                  |                      |                      |
| 1990-1991  | Ice Hawks de Bellingham   | BCJHL      | 54  | 5                | 8                | 13               | 150              | -                | - | -                    | -                    | -                    |                      |                      |
| 1991-1992  | Blazers de Kamloops       | LHOu       | 33  | 1                | 1                | 2                | 218              | 5                | 0 | 0                    | 0                    | 10                   |                      |                      |
| 1992-1993  | Blazers de Kamloops       | LHOu       | 62  | 6                | 10               | 16               | 217              | 13               | 0 | 4                    | 4                    | 34                   |                      |                      |
| 1993-1994  | Blazers de Kamloops       | LHOu       | 59  | 14               | 16               | 30               | 260              | 15               | 4 | 2                    | 6                    | 107                  |                      |                      |
| 1994-1995  | Canadiens de Fredericton  | LAH        | 55  | 6                | 12               | 18               | 234              | 12               | 1 | 1                    | 2                    | 50                   |                      |                      |
| 1994-1995  | Canadiens de Montréal     | LNH        | 3   | 0                | 0                | 0                | 4                | -                | - | -                    | -                    | -                    |                      |                      |
| 1995-1996  | Canadiens de Fredericton  | LAH        | 30  | 13               | 13               | 26               | 217              | -                | - | -                    | -                    | -                    |                      |                      |
| 1995-1996  | Canadiens de Montréal     | LNH        | 48  | 3                | 4                | 7                | 163              | 4                | 0 | 0                    | 0                    | 4                    |                      |                      |
| 1996-1997  | Canadiens de Montréal     | LNH        | 56  | 4                | 2                | 6                | 114              | -                | - | -                    | -                    | -                    |                      |                      |
| 1996-1997  | Whalers de Hartford       | LNH        | 8   | 1                | 1                | 2                | 10               | -                | - | -                    | -                    | -                    |                      |                      |
| 1997-1998  | Hurricanes de la Caroline | LNH        | 7   | 0                | 1                | 1                | 22               | -                | - | -                    | -                    | -                    |                      |                      |
| 1997-1998  | Sénateurs d'Ottawa        | LNH        | 46  | 5                | 3                | 8                | 96               | 11               | 1 | 0                    | 1                    | 8                    |                      |                      |
| 1998-1999  | Sénateurs d'Ottawa        | LNH        | 38  | 1                | 6                | 7                | 65               | -                | - | -                    | -                    | -                    |                      |                      |
| 1998-1999  | Blackhawks de Chicago     | LNH        | 4   | 0                | 0                | 0                | 14               | -                | - | -                    | -                    | -                    |                      |                      |
| 1999-2000  | Stars de Dallas           | LNH        | 32  | 2                | 1                | 3                | 62               | -                | - | -                    | -                    | -                    |                      |                      |
| 1999-2000  | K-Wings du Michigan       | LIH        | 31  | 5                | 2                | 7                | 78               | -                | - | -                    | -                    | -                    |                      |                      |
| 2000-2001  | IceCats de Worcester      | LAH        | 21  | 9                | 8                | 17               | 60               | -                | - | -                    | -                    | -                    |                      |                      |
| Totaux LNH | Totaux LNH                | Totaux LNH | 242 | 16               | 18               | 34               | 550              | 15               | 1 | 0                    | 1                    | 12                   |                      |                      |

## Trophées et honneurs personnels
- Champion de la Coupe du Président avec les Blazers de Kamloops (1992, 1994).
- Champion de la Coupe Memorial avec les Blazers de Kamloops (1992, 1994).